# Mistrovství Evropy v boxu 1979
XXIII. mistrovství Evropy v boxu proběhlo v Kolíně nad Rýnem, Německo ve dnech 5. až 12. května 1979. Organizátorem turnaje mistrovství Evropy byla European Amateur Boxing Association (EABA).

## Československá stopa
Příprava na mistrovství Evropy probíhala v Teplýšovicích na Benešovsku. Přípravu vedl Josef Malík.
Vedoucí výpravy: Václav Mudra, šéftrenér reprezentace: Josef Malík, metodik, trenér (sekundant): Petr Král
Na mistrovství Evropy startovalo za Československo 7 boxerů:
- −48 kg: Jozef Máron (* 1955) z ASVS Dukla Olomouc
- −54 kg: Miroslav Vrba (* 1955) ze SVS FMV (TJ Rudá hvězda Ústí nad Labem)
- −60 kg: Ladislav Konečný (* 1955) z ASVS Dukla Olomouc
- −67 kg: Miroslav Pavlov (* 1956) ze SVŠ MV ČSZTV Bratislava (TJ Spartak Dubnica nad Váhom)
- −71 kg: Rostislav Osička (* 1956) z ASVS Dukla Olomouc
- −75 kg: Pavel Galus (* 1953) ze SVS FMV (TJ Rudá hvězda Ústí nad Labem)
- −81 kg: Ondrej Pustai (* 1954) ze SVS FMV (TJ Rudá hvězda Ústí nad Labem)

necestující náhradník −57 kg: Miroslav Šándor (* 1958) z ASVS Dukla Olomouc

## Výsledky
| Muži     | Zlato                   | Stříbro                   | Bronz                      | Bronz                    |
| -------- | ----------------------- | ------------------------- | -------------------------- | ------------------------ |
| –48 kg   | Šamil Sabirov (URS)     | Dietmar Geilich (GDR)     | András Rózsa (HUN)         | Georgi Georgiev (BUL)    |
| –51 kg   | Henryk Średnicki (POL)  | Daniel Radu (ROU)         | Alexandr Dugarov (URS)     | Frank Kegebein (GDR)     |
| –54 kg   | Nikolaj Chrapcov (URS)  | Dimitar Pechlivanov (BUL) | Georg Vlachos (FRG)        | Philippe Sutcliffe (IRL) |
| –57 kg   | Viktor Rybakov (URS)    | Čačo Andrejkovski (BUL)   | Kazimierz Przybylski (POL) | Carlo Russollilo (ITA)   |
| –60 kg   | Viktor Děmjaněnko (URS) | René Weller (FRG)         | Ilie Dragomir (ROU)        | Richard Nowakowski (GDR) |
| –63,5 kg | Serik Konakbajev (URS)  | Patrizio Oliva (ITA)      | Carol Hajnal (ROU)         | Karl-Heinz Krüger (GDR)  |
| –67 kg   | Ernst Müller (FRG)      | Sreten Mirković (YUG)     | Ion Budușan (ROU)          | Kalevi Kosunen (FIN)     |
| –71 kg   | Miodrag Perunović (YUG) | Viktor Savčenko (URS)     | Rostislav Osička (TCH)     | Markus Intlekofer (FRG)  |
| –75 kg   | Tarmo Uusivirta (FIN)   | Valentin Silaghi (ROU)    | Manfred Gebauer (GDR)      | László Pem (HUN)         |
| –81 kg   | Albert Nikoljan (URS)   | Tadija Kačar (YUG)        | Paweł Skrzecz (POL)        | Georgică Donici (ROU)    |
| –91 kg   | Jevgenij Gorstkov (URS) | Werner Kohnert (GDR)      | Roger Andersson (SWE)      | Ion Cernat (ROU)         |
| +91 kg   | Peter Hussing (FRG)     | Ferenc Somodi (HUN)       | Jürgen Fanghänel (GDR)     | Choren Indžejan (URS)    |

## Medailová bilance
V boxu se rozdělilo celkem 12 sad medailí.
| Pořadí | Stát                                   |       | Muži    | Muži  | Muži | Celkem |
| Pořadí | Stát                                   | Zlato | Stříbro | Bronz |      | Celkem |
| ------ | -------------------------------------- | ----- | ------- | ----- | ---- | ------ |
| 1.     | Sovětský svaz (URS)                    |       | 7       | 1     | 2    | 10     |
| 2.     | Západní Německo (FRG)                  |       | 2       | 1     | 2    | 5      |
| 3.     | Jugoslávie (YUG)                       |       | 1       | 2     | 0    | 3      |
| 4.     | Polsko (POL)                           |       | 1       | 0     | 2    | 3      |
| 5.     | Finsko (FIN)                           |       | 1       | 0     | 1    | 2      |
| 6.     | Rumunská socialistická republika (ROU) |       | 0       | 2     | 5    | 7      |
| 6.     | Východní Německo (GDR)                 |       | 0       | 2     | 5    | 7      |
| 8.     | Bulharská lidová republika (BUL)       |       | 0       | 2     | 1    | 3      |
| 9.     | Maďarská lidová republika (HUN)        |       | 0       | 1     | 2    | 3      |
| 10.    | Itálie (ITA)                           |       | 0       | 1     | 1    | 2      |
| 11.    | Československo (TCH)                   |       | 0       | 0     | 1    | 1      |
| 11.    | Irsko (IRL)                            |       | 0       | 0     | 1    | 1      |
| 11.    | Švédsko (SWE)                          |       | 0       | 0     | 1    | 1      |
| Celkem | Celkem                                 |       | 12      | 12    | 24   | 48     |